# Transmania
Transmania est un livre sorti le 11 avril 2024, écrit par Marguerite Stern et Dora Moutot, qui s'attaque aux « dérives de l'idéologie transgenre », publié aux éditions Magnus. Le livre déclenche à sa sortie de vives polémiques, car il est jugé transphobe et complotiste par les associations concernées.

## Présentation
Les auteurs affirment que l'« idéologie transgenre » porte sur un projet politique volontaire qui serait la montée du transhumanisme et la négation des femmes,.
Le livre présenté par Europe 1 comme un « livre-enquête » défend l'idée que l'identité féminine serait un fait biologique et que la transidentité serait une « erreur de localisation du désir érotique », une « obsession sexuelle [qui] finit par prendre tellement d'espace mental qu'elle devient une identité ».

## Réceptions

### Controverses
Le livre est jugé transphobe par de nombreux acteurs : la mairie de Paris, par la voix du premier adjoint Emmanuel Grégoire, le 17 avril 2024, exige publiquement le retrait des publicités dans les rues de Paris, ; l'association SOS homophobie, trois jours plus tard, annonce qu'elle va porter plainte contre les autrices. Les deux autrices se défendent de tout propos transphobe, affirmant que « [Transmania] ne constitue en aucun cas une attaque envers les personnes trans. »
L'entreprise JCDecaux reconnaît que l'affiche est contraire « à [sa] Charte de déontologie de la communication extérieure » et retire les affiches de la capitale en présentant ses excuses.
Le livre est critiqué pour son absence de méthode scientifique et son ton « complotiste », jusque dans son sous-titre. Il est notamment accusé de relayer des thèses réfutées dans les champs académiques respectifs comme l'autogynéphilie ou la ROGD. Par ailleurs, l'enquête est considérée par certains comme purement à charge, s'appuyant sur les chiffres avancés par des militants transphobes, à la méthodologie très peu fiable, ou à des études scientifiques amendées, sans tenir compte de leur modification. Le magazine Têtu accuse le livre de se baser sur des préjugés erronés et dégradants pour les personnes transgenres en présentant comme personnage fictifs transgenres des individus sexuellement déviants, ce qui en fait les étendards de l'« idéologie transgenre ».
Une tribune publiée par Politis, dénonçant les attaques contre les droits trans et reproductifs, signée par plus de 800 collectifs et personnalités politiques, artistiques, militantes et intellectuelles, évoque « un livre haineux […] promu par l’ensemble de l’extrême droite politique ».
L'autrice J. K. Rowling, également accusée de transphobie, exprime en mai 2024 son soutien à Dora Moutot face aux menaces de mort que cette dernière reçoit.
Le 5 octobre 2024, 64 militants antifascistes sont placés en garde à vue. Ils entendaient perturber la tenue d’une séance de dédicace de Transmania,. Accusés à tort de posséder des armes et des explosifs, ces militants sont relâchés sans poursuites, hormis deux personnes déférées. Néanmoins, le parquet de Paris confirme la découverte d’explosifs. Une partie des activistes revendique, dans un texte publié par « Paris Lutte Info », la violence politique de cette action. Dora Moutot et Marguerite Stern annoncent le 16 octobre porter plainte contre ce site, après qu'il a appelé explicitement à « l’éclatage [de leurs] têtes ».

### Ventes
Quelques jours après sa sortie, le livre est en rupture de stock.